# Holostethus longosetis
Genre
Espèce
Holostethus longosetis est une espèce d'acariens mesostigmates de la famille des Asternoseiidae, la seule du genre Holostethus.

## Distribution
Cette espèce est endémique d'Équateur.

## Taxinomie
Décrite dans les Fedrizziidae, cette espèce a été placée dans les Asternoseiidae par Beaulieu, Dowling, Klompen, de Moraes & Walter 2011.

## Publication originale
- Karg & Schorlemmer, 2011 : New insights into the systematics of Parasitiformes (Acarina) with new species from South America. Acarologia (Paris), vol. 51, n. 1, p. 3-29.